# 一马路街道
一马路街道，是中华人民共和国河南省郑州市二七区下辖的一个乡镇级行政单位。

## 行政区划
一马路街道下辖有以下地区：
敦睦路社区、一马路社区、陇海大院社区、饮马池社区和郑州火车站地区拟社区。